# سانت فنسنت (إيطاليا)
سانت فنسنت (Valdôtain: Sèn-Veuncein؛ Issime Walser: Finze) هي مدينة وبلدة في منطقة وادي أوستا في شمال غرب إيطاليا. يعد سانت فنسنت ، على ارتفاع 575 مترًا (1،886 قدمًا) ، منتجعًا شهيرًا لقضاء العطلات الصيفية مع الينابيع المعدنية.

## جغرافية
يحد المدينة أياس وبروسون وشاتيلون وإماريس ومونتجوفيه .